# بوبو برازيل (مصارع)
هوستون هاريس (بالإنجليزية: Bobo Brazil)‏ (10 يوليو، 1924 – 20 يناير، 1998) كان مصارع محترف أمريكي، معروف باسمه في الحلبة، بوبو برازيل. يُعتبر هاريس، الذي عرف بكسر حواجز الفصل العنصري بين البيض والسود في المصارعة المحترفة، أحد أول المصارعين المحترفين الناجحين من أصل إفريقي.

## بداية حياته
هوستون هاريس ولد في ليتل روك، أركانساس، لكن عاش لاحقا في شرق سانت لويس، إلينوي. لعب البيسبول في دوريات السود لبيت ديفيد، حيث أكتشف ليصبح مصارع محترف في مصنع حديد.

## مسيرته في المصارعة المحترفة

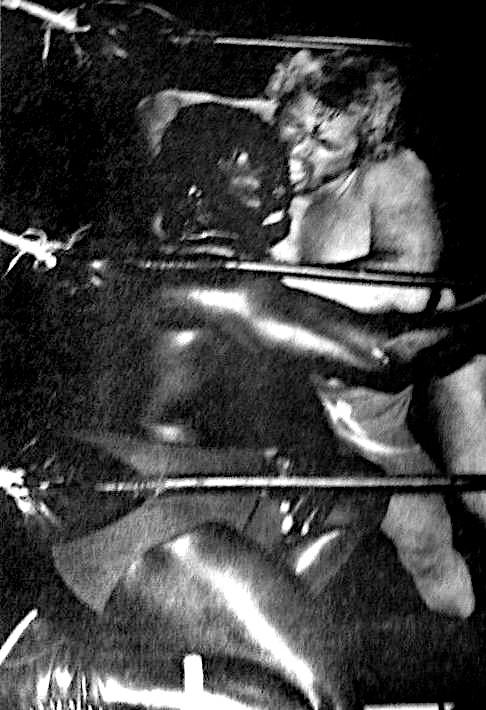
كان برازيل معروفًا بعداوته مع الشيخ، مما أدى إلى العديد من المباريات الدموية

تم تدريب هاريس من قبل جو سافولد بعد لقائه في المباريات في مستودع الأسلحة البحرية.  قام سافولي في الأصل كان اسم هاريس في الحلبة، بو بو برازيل، «عملاق أمريكا الجنوبية»، لكن المروج طبع اسمه الأول كـ«بوبو» في إعلان فعلق معه الاسم منذ ذلك الوقت. 
في بداية مسيرته، كان بعض مروجي المصارعة يضعون برازيل في مباريات ضد مصارعين أمريكيين أفارقة، بما في ذلك إرني لاد وعبد الله الجزار.  كان المعجبون يتشاجرون لرؤية برازيل يواجه خصوم بأي نوع، كان برازيل له العديد من المباريات مع منافسين مثل كيلر كووالسكي، ديك ذا بروزر، جوني فالنتاين، والشيخ، الذي كان عدو برازيل على على مدى عدة عقود.
هو وغيره من المنافسين وقعوا جميعهم ضحية حركة برازيل القاضية، نطحة بوبو. برازيل أيضا مرة صارع بيل ميلر لتعادل، وتحدى برونو سامارتينو على بطولة دبليو دبليو دبليو إف العالم للوزن الثقيل، لكن خسر المباراة. في أكتوبر 18، 1962، برازيل أصبح أول أفريقي أمريكي يربح بطولة إن دبليو إيه العالم للوزن الثقيل بعد أن هزم "فتى الطبيعة" بادي رودجرز (على الرغم من أن هذا اللقب يعطى لرون سيمونز، "أول أفريقي أمريكي يربح بطولة عالم بعد أن ربح بطل دبليو سي دبليو العالم للوزن الثقيل.) مع أن برازيل رفض أن يأخذ البطولة بعد أن ادعى رودجرز بأنه كان مصاب، لكن توج البطل في اليوم تالي على أي حال. مع ذلك، إن دبليو إيه لا تتعرف على تغير البطولة.
في أكتوبر 9، 1970، برازيل وإل مونغو هزما مستر إيتو وأوتا العظيم في أول مباراة مختلطة عرقيا في تاريخ أتلانتا.
عمل برازيل كمرشد للمصارع روكي جونسون. كان مدير برازيل جيمس دادلي، أول أفريقي أمريكي يتولى مسؤولية ساحة مصارعة محترفة رئيسية في الولايات المتحدة. دادلي كان يركض إلى الحلبة وهو يلوح بمنشفة، وكان برازيل يمشي وراءه.
اعتزل برازيل في عام 1993 بعد أربعين عاما من العمل. كانت آخر مباراة رسمية له في شيكاغو، إلينوي ضد كيلي كينيسكي، ابن عدوه السابق جين كينيسكي. تم إدخال برازيل في قاعة مشاهير دبليو دبليو إف فصل 1994 من قبل عدوه السابق، إرني لاد. في العام التالي، أدخل برازيل لاد في قاعة المشاهير.

## الحياة الشخصية والوفاة
كان لدى هاريس زوجة وستة أطفال. بعد اعتزاله من المصارعة، أنشأ مطعم إسمه مشواة بوبو.
توفي هاريس في 20 يناير، 1998 في مركز ليكلاند الطبي في سانت جوزيف، ميتشيغان عن عمر يناهز 73 سنة. تم نقله إلى المستشفى في 14 يناير بعد بعد معاناة سلسلة من السكتات الدماغية.

## وصلات خارجية
- بوبو برازيل على موقع IMDb (الإنجليزية)
- بوبو برازيل على موقع قاعدة بيانات الفيلم (الإنجليزية)
- بوبو برازيل على موقع دبليو دبليو إي (الإنجليزية)
- بوبو برازيل على موقع WrestlingData.com (الإنجليزية)
- بوبو برازيل على موقع CageMatch worker (الإنجليزية)
- بوبو برازيل على موقع قاعدة بيانات المصارعة على الإنترنت (الإنجليزية)
- بوبو برازيل على موقع عالم المصارعة على الإنترنت (الإنجليزية)
- بوبو برازيل على موقع عالم المصارعة على الإنترنت (الإنجليزية)

- ملفه الشخصي في موقع دبليو دبليو إي الرسمي
- ملفه الشخصي في قاعة مشاهير المصارعة المحترفة (مأرشف)